# 모리슨스
모리슨스(Morrisons, 정식 명칭: Wm Morrison Supermarkets Limited)는 영국에서 5번째로 큰 슈퍼마켓 체인이다. 2021년 기준 이 회사는 영국, 웨일즈, 스코틀랜드에 497개의 슈퍼마켓을 운영 중이며 지브롤터에는 1개가 있다. 이 회사는 영국 브래드퍼드에 본사가 있다.
1899년 윌리엄 모리슨이 설립하여 Wm 모리슨(Wm Morrison)이라는 약칭이 붙었으며, 처음에는 브래드퍼드의 로손 마켓(Rawson Market)에 있는 계란과 버터 노점으로 시작했다. 2004년까지 매장은 북잉글랜드에 집중되어 있었지만 그해 세이프웨이를 인수하면서 남잉글랜드, 웨일즈, 스코틀랜드에서 회사의 입지가 크게 확대되었다. 2021년 2월 기준 모리슨스는 110,000명의 직원을 고용했으며 매주 약 1,100만 명의 고객에게 서비스를 제공했다.
이 회사는 2021년 10월 사모펀드 회사인 클레이튼, 더빌리어 앤드 라이스(Clayton, Dubilier & Rice, CD&R)에 인수되기 전까지 런던 증권거래소에 상장되어 있었다. 인수 후 많은 변화가 있었고 회사는 재정적으로 어려움을 겪었다.
모리슨스는 시장 점유율(8.6%) 기준으로 영국에서 5번째로 큰 슈퍼마켓으로, 2022년 9월 알디에 4위를 내주었다.